# Carex pubigluma
Carex pubigluma är en halvgräsart som beskrevs av Anton Albert Reznicek. Carex pubigluma ingår i släktet starrar, och familjen halvgräs. Inga underarter finns listade i Catalogue of Life.